# Siria Palestina

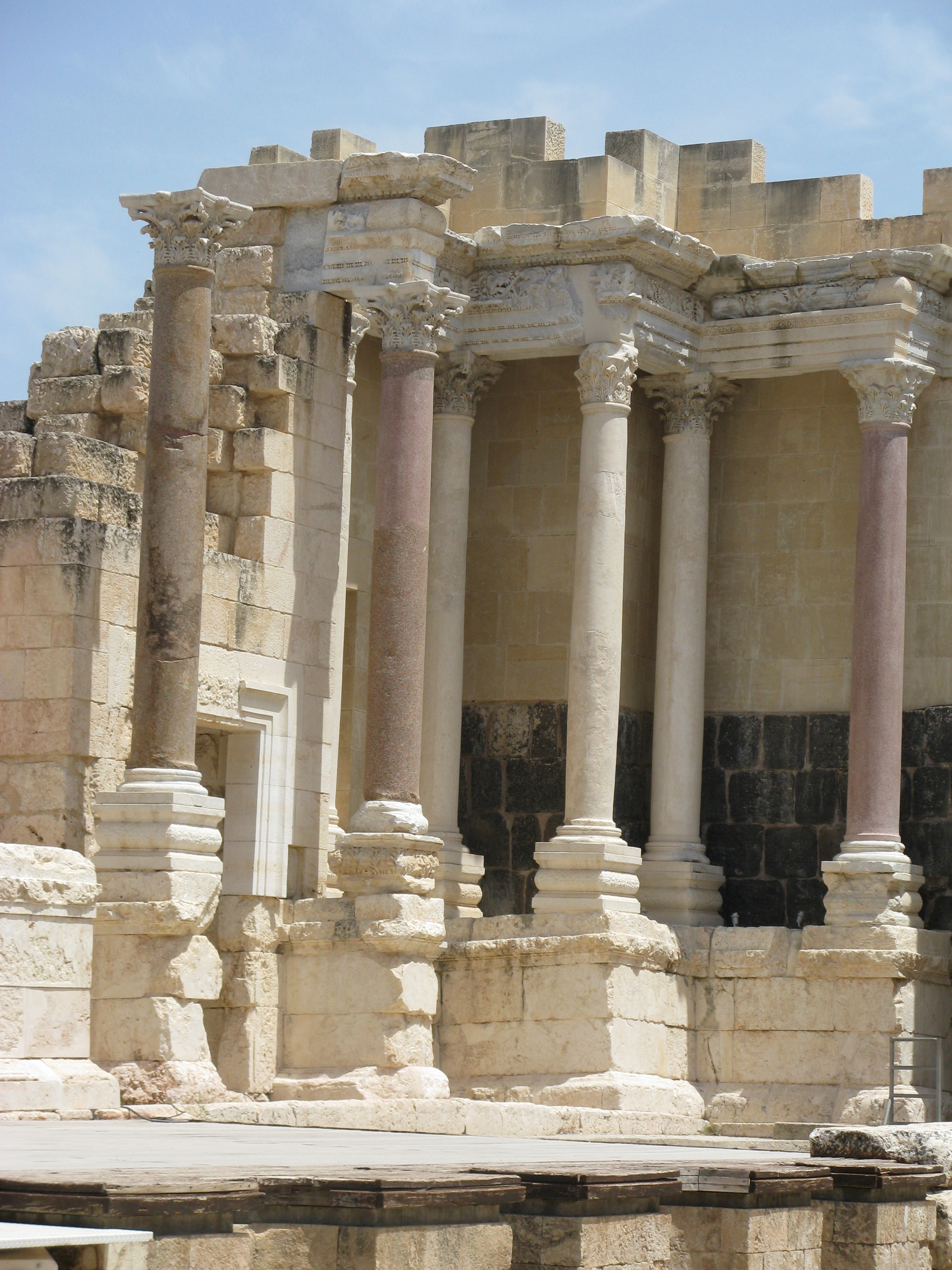
Scythopolis-ul antic – Teatrul

Siria Palestina (latină: Syria Palaestina) a fost o provincie romană în perioada 135 - 390. A fost creată prin unirea Siriei romane cu Iudeea romană, ca urmare a zdrobirii revoltei lui Bar Kohba din 135.  